# Институт чешского языка

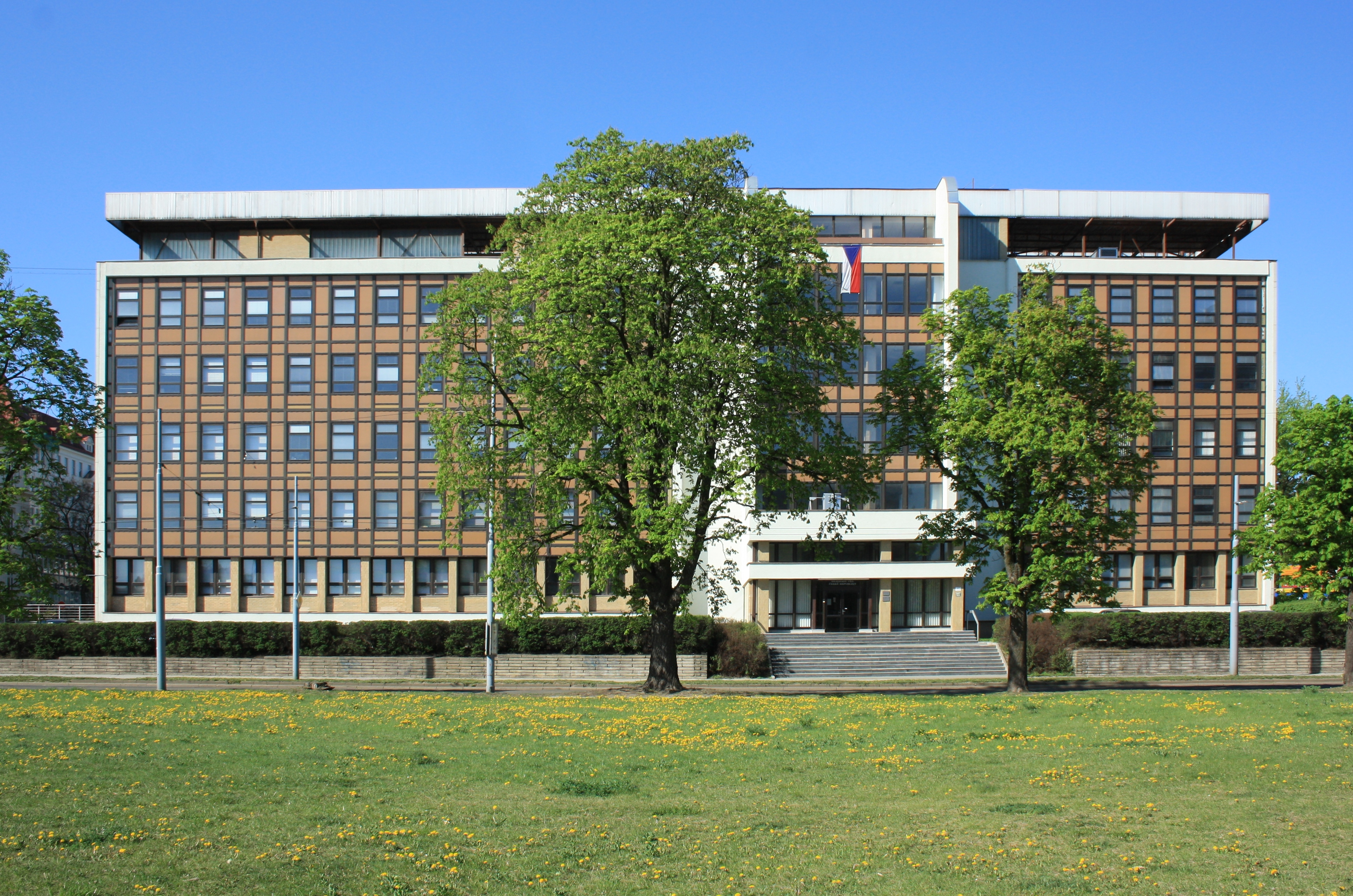
Филиал Института в Брно

Институт чешского языка Академии наук Чехии (чеш. Ústav pro jazyk český Akademie věd České republiky, ÚJČ) — научное учреждение, занимающееся изучением чешского языка, подразделение Академии наук Чехии. Штаб-квартира находится в Праге, имеется филиал в Брно.
Институт является де-факто регулирующим органом чешского языка, его рекомендации по нормам использования чешского языка рассматриваются в качестве обязательных в системе образования, СМИ и других, хотя и не имеют законодательной силы.
Деятельность Института включает проведение фундаментальных лингвистических исследований и издание монографий, научных журналов (Naše řeč, Slovo a slovesnost) и статей по богемистике, а также выработку норм лексики, грамматики и орфографии чешского языка. Наибольший вес имеют издания, которым институт присвоил статус «кодифицированных», такие как толковые словари чешского языка, Slovník spisovného jazyka českého и Slovník spisovné češtiny pro školu a veřejnost, и пособие по грамматике Pravidla českého pravopisu. Рекомендации, опубликованные в новых изданиях института, как правило, впоследствии принимаются министерством образования для использования в школах. Публикация изданий института нередко порождала острые дискуссии, в частности, в 1993 году.
Институт был создан в 1946 году, путём преобразования бывшего «Кабинета словаря чешского языка» (Kancelář Slovníku jazyka českého), основанного в 1911 году бывшей Чешской академии наук и искусств. В 1953 году институт стал частью Чехословацкой академии наук, а в 2007 году — государственным научно-исследовательским институтом Чехии.
Имели место неудачные попытки законодательно закрепить статус чешского языка, по аналогии с законом о языке Словакии.